# 그리스와 덴마크의 공주 테오도라 (1983년)
그리스와 덴마크의 공주 테오도라(그리스어: Πριγκίπισσα Θεοδώρα της Ελλάδας και της Δανίας 프링기피사 테오도라 티스 엘라다스 케 티스 다니아스[*], 1983년 6월 9일 ~ )는 그리스의 선왕 콘스탄티노스 2세와 그리스 왕비 아네마리의 차녀이자 테오도라 그리스(Theodora Greece)라는 예명으로 활동하는 영국의 배우이다.